# Oriflamme (jeu)
Oriflamme  est un jeu de société de Adrien et Axel Hesling sorti en 2019. Il a remporté l'As d'or du jeu de l'année 2020.

## Présentation
Oriflamme est un jeu de bluff dans lequel les joueurs possèdent au départ le même deck de 10 cartes auquel chacun défausse aléatoirement 3 cartes. 
Un tour de jeu est composé de 2 phases: la première dans laquelle chaque joueur va poser une carte au début ou à la fin de la file de cartes au centre de la table, la seconde dans laquelle chaque joueur va décider s'il révèle ou non ses cartes précédemment jouées et en applique les effets. 
Le but du jeu est de récupérer à la fin des 6 manches, le maximum de points d'influence. 

## Jeux dérivés
| Année | Titre                   | Auteur                         | Commentaire                                       |
| ----- | ----------------------- | ------------------------------ | ------------------------------------------------- |
| 2020  | Oriflamme : Embrasement | Adrien Hesling et Axel Hesling | Standalone et extension : 10 nouveaux personnages |
| 2022  | Oriflamme : Alliance    | Adrien Hesling et Axel Hesling | Standalone et extension : 10 nouveaux personnages |

## Récompenses
| Année | Cérémonie | Catégorie      | État       | Références |
| ----- | --------- | -------------- | ---------- | ---------- |
| 2019  | As d'or   | Jeu de l'année | Récompensé | [ 4 ]      |